# CitizenGo
CitizenGO es un lobby encuadrado en posiciones ultraconservadoras, constituido en España como fundación en el año 2013 por la asociación HazteOir, que posteriormente se diluyó dentro de la propia CitizenGO.
Con sede en España, la plataforma promueve peticiones en oposición al matrimonio entre personas del mismo sexo, al aborto y la eutanasia en un ámbito internacional.
Con sus campañas buscan influir en los responsables políticos, legislaciones y empresas.

## Historia

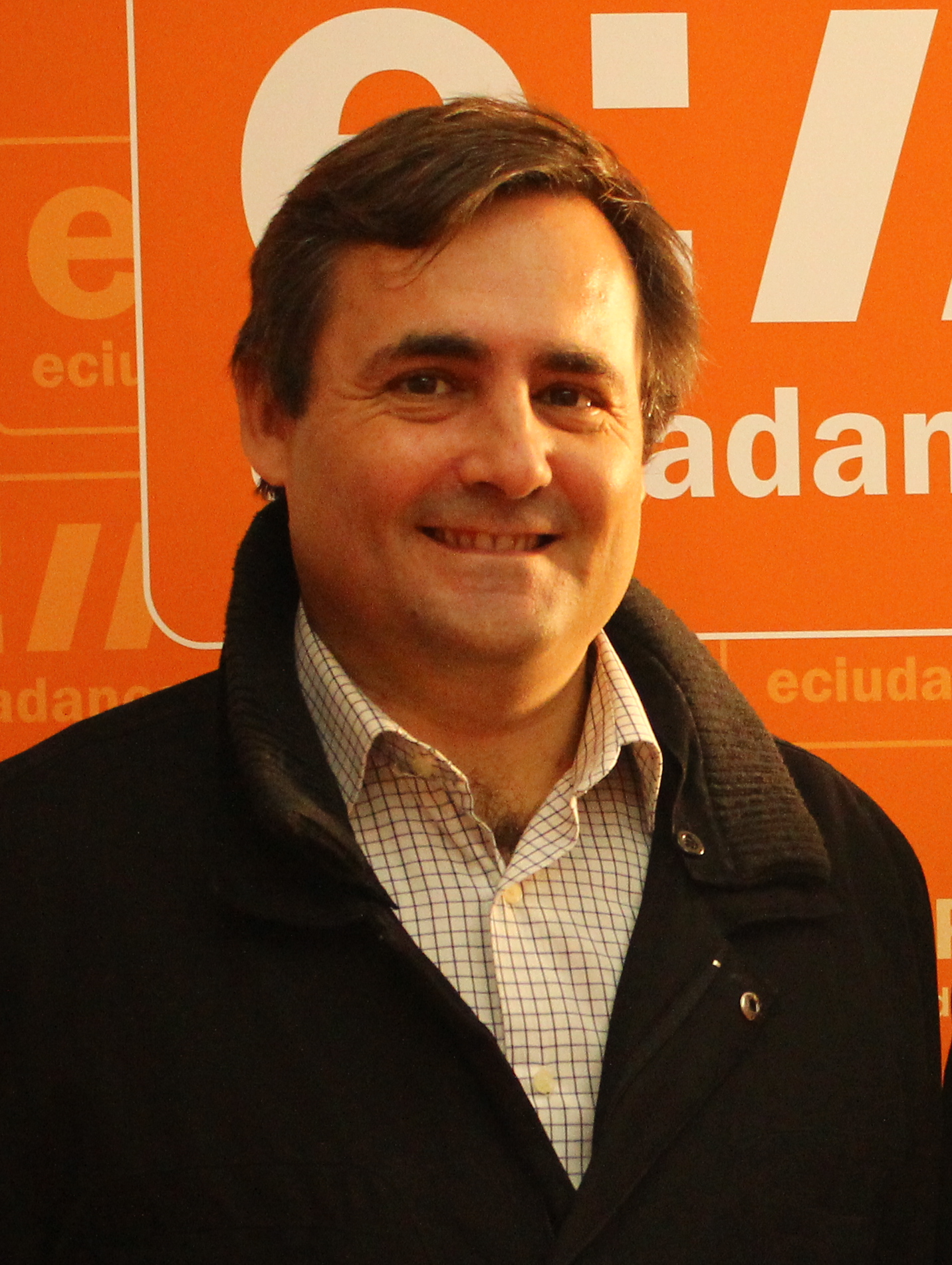
Álvaro Zulueta, director de la fundación CitizenGO y tesorero de HazteOir.

CitizenGO fue constituida como fundación en España en agosto de 2013 por la asociación HazteOir, que a su vez había sido fundada en 2001 por Ignacio Arsuaga Rato, inspirado por la plataforma estadounidense MoveOn.org. Su director ejecutivo es Álvaro Zulueta; entre los miembros de su junta ejecutiva se encuentran, Ignacio Arsuaga, Walter Hintz, Blanca Escobar, y Luca Volontè, que fue diputado italiano de la Unión de Centro. En diciembre de 2013 Brian S. Brown, presidente de la Organización Nacional para el Matrimonio, se unió al consejo de administración de la fundación. También pertenece al consejo Alexey Komov, de la división rusa del Congreso Mundial de Familias (WCF), que actúa de enlace entre el oligarca sancionado ruso Konstantin Malofeev por su proximidad a Vladímir Putin y la derecha religiosa estadounidense.
Según OpenDemocracy, Darian Rafie, líder de la organización estadounidense de extrema derecha ActRight (que se distingue por sus burlas a Nancy Pelosi y a Barack Obama y por la recaudación de fondos para Donald Trump) aconseja a CitizenGO y ayuda a mantenerla financieramente.
La organización ha tratado de extender su marco de actuación del ámbito español en el que se fundó a uno global. Se financia mediante donaciones en línea hechas por sus miembros, que el periodista J. Lester Feder estimó en decenas de miles de euros por mes.
HazteOir, matriz y fundadora de la fundación, posteriormente se diluyó dentro de CitizenGO, en lo que fue considerado un «cambio de marca».
La organización ha sido calificada como ultraconservadora y ultracatólica. Asimismo, ha sido vinculada —al igual que HazteOir— con la asociación secreta de extrema derecha y paramilitar de origen mexicano El Yunque.
En España mantiene una estrecha colaboración con el partido de ultraderecha Vox. De hecho CitizenGO ha otorgado su premio anual a lo largo de los años a los líderes de Vox, como Santiago Abascal o Javier Ortega Smith, además de a otras personas que en la actualidad son políticos de Vox (también al líder iliberal húngaro, Viktor Orbán, aliado de Vox). Además Citizen Go ha participado activamente en las campañas electorales de Vox pero no de forma explícita. Por ejemplo, en los días anteriores a las elecciones generales de España de abril de 2019 lanzó una campaña «Vota Valores» en la que varios autobuses recorrieron las ciudades pintados con ese lema acompañado de citas destinadas a menospreciar a los líderes del resto de partidos políticos que no fuesen Vox y además creó un portal web en el que dejaba claro que el único partido con «valores» era Vox. «El más reciente informe de OpenDemocracy cita a Arsuaga, el director de CitizenGO, informándole a un periodista que el dinero dado a su grupo podría “indirectamente” apoyar a Vox, ya que “actualmente estamos en verdad totalmente alineados”».
En 2021, Luca Volontè, miembro de la junta directiva de CitizenGO, fue condenado a cuatro años de prisión por aceptar sobornos de Azerbaiyán durante el blanqueo de fondos a cambio de suprimir un informe sobre el historial de derechos humanos de este país. Parte de estos fondos blanqueados se transfirieron a CitizenGO.

## Actividad

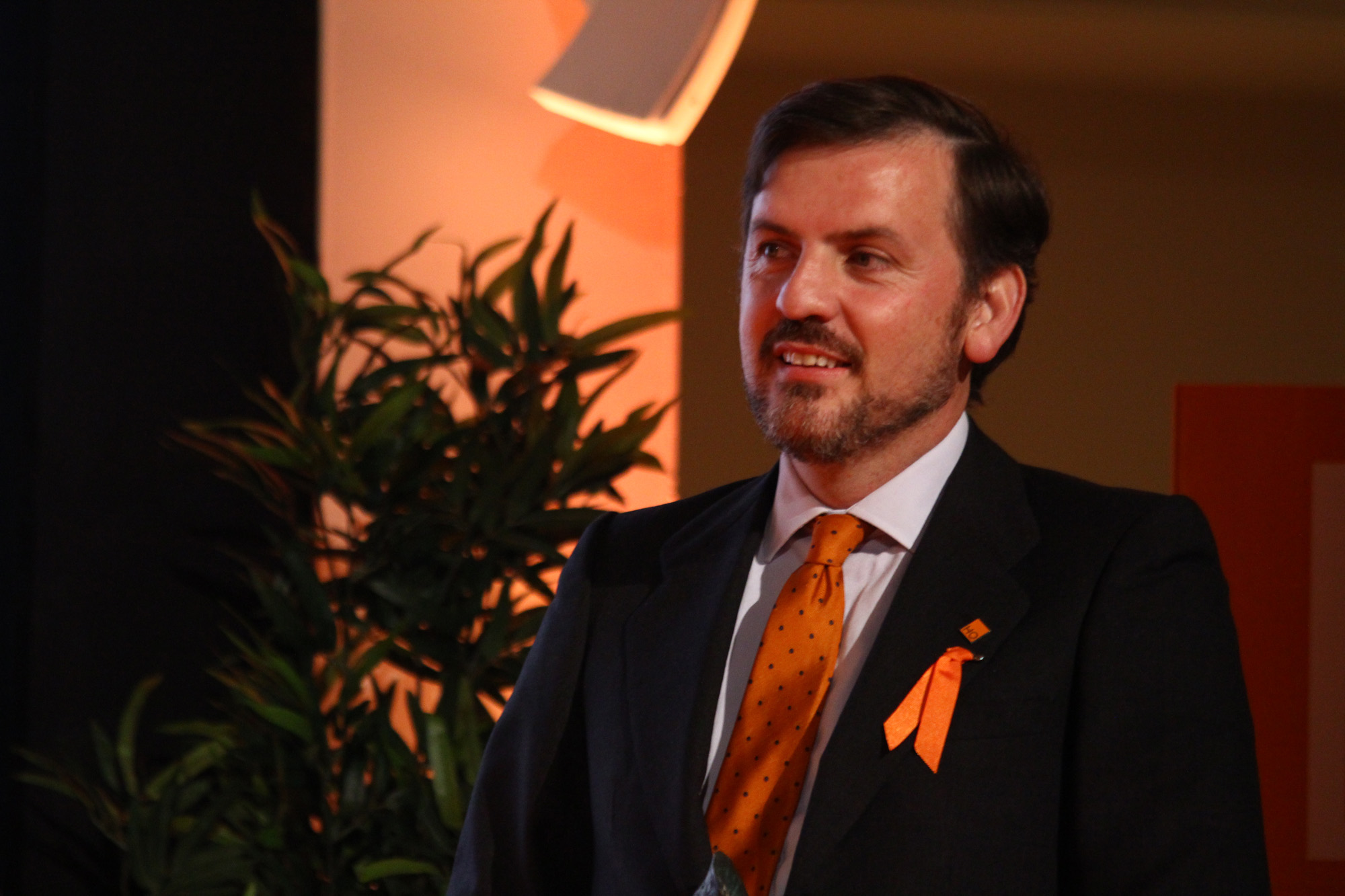
Ignacio Arsuaga, sobrino lejano de Rodrigo Rato, fue fundador de la fundación.

CitizenGO se presenta a sí misma como una comunidad de ciudadanos activos que utilizan peticiones en línea y otras acciones para defender y promover la vida, la familia y la libertad (religiosa). En la práctica, sirve como instrumento para atraer en torno a sí a representantes de la agenda política neoconservadora y centralizar acciones de protesta contra el derecho al aborto, el matrimonio entre personas del mismo sexo, las técnicas de reproducción asistida y la educación sexual en las escuelas. En España, hizo circular autobuses pintados con imágenes y lemas provocativos, como unos que mostraban la etiqueta #feminazis junto a una imagen de Adolf Hitler con los labios pintados.
Se muestra en contra de los derechos de la comunidad LGBT y se ha aliado con activistas extremistas anti-gay como Scott Lively. CitizenGO fue uno de los participantes en una campaña de envío masivo de correos electrónicos a eurodiputados en 2014, en contra del borrador de una resolución a favor del reconocimiento de derechos básicos LGTBI.

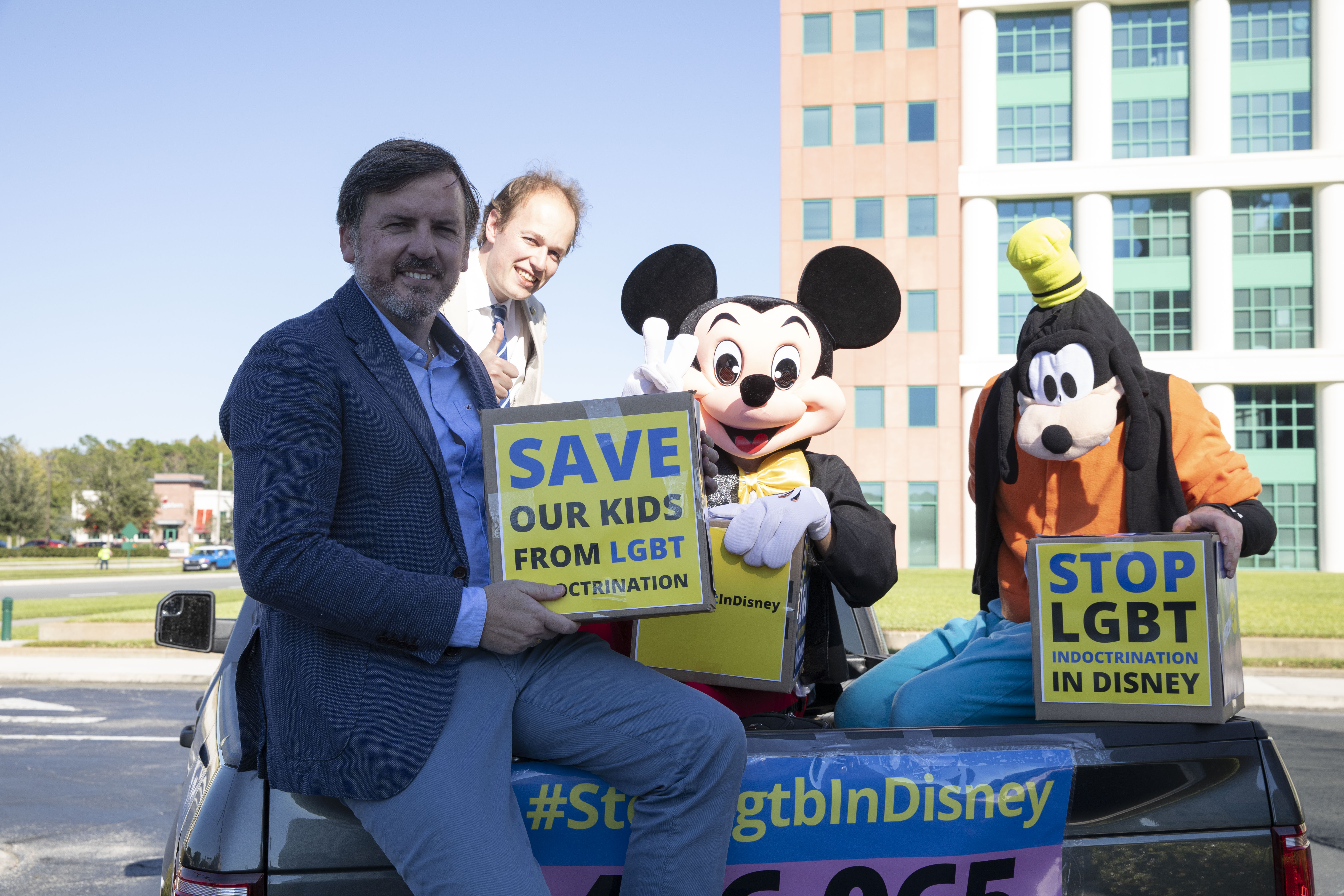
Campaña contra los parques de atracciones de Disney y su permisibilidad con el colectivo LGTBI y su supuesta mala influencia en la infancia

CitizenGO hizo campaña, haciendo uso de métodos de desinformación, en contra de la resolución conocida como «Informe Estrela», sobre la impartición de educación sexual en las escuelas y garantía del acceso seguro al aborto, en la Eurocámara. El principal objetivo de la campaña fue, mediante el envío masivo de correos, hacer imposible el trabajo de los parlamentarios, aunque algunos mensajes llegaron a incluir amenazas directas.
CitizenGO África se opone a la despenalización de la homosexualidad en Kenia.
En 2013, CitizenGO firmó una declaración de apoyo a la ley rusa contra la propaganda homosexual, cuyo objetivo declarado era proteger a los niños de la exposición a la homosexualidad.
A finales de mayo de 2018, CitizenGO hizo circular una petición en la que se pedía a Disneyland París que cancelara un desfile del orgullo gay programado para el día 1 de junio de 2019. La empresa rechazó la petición y el desfile siguió adelante en París.
A finales de mayo de 2019, CitizenGO acogió una petición de antiaborto en la que se pedía al servicio de streaming Netflix que dejara de donar a activistas en contra del disputado proyecto de ley de restricción del aborto en Georgia (Estados Unidos), que hace que los abortos sean ilegales desde el momento que se detecta el latido del embrión o del feto. El grupo también pidió a los suscriptores que cancelaran su suscripción a Netflix como señal de protesta.